# Capri Leone

Localització de Capri Leone

Capri Leone (sicilià Capri Liuni) és un municipi italià, dins de la ciutat metropolitana de Messina. L'any 2007 tenia 4.440 habitants. Limita amb els municipis de Capo d'Orlando, Frazzanò, Mirto, San Marco d'Alunzio i Torrenova.

## Administració
| Període | Identitat         | Partit        |
| ------- | ----------------- | ------------- |
| 2007-   | Bernadette Grasso | Llista cívica |